# Gasteracantha falcicornis
Gasteracantha falcicornis är en spindelart som beskrevs av Butler 1873. Gasteracantha falcicornis ingår i släktet Gasteracantha och familjen hjulspindlar. Inga underarter finns listade i Catalogue of Life.